# Transcendental meditation

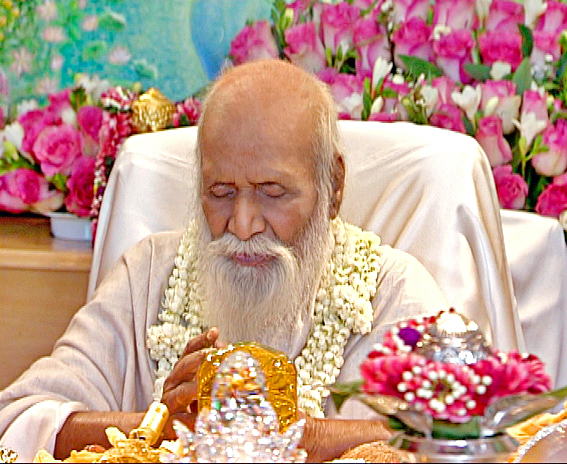
Maharishi Mahesh Yogi år 2007.

Transcendental Meditation (TM) är en form av meditation som introducerades för allmänheten 1958 av den indiske vishetsläraren Maharishi Mahesh Yogi.
Kännetecknande för TM är bland annat användandet av så kallade mantran. Inom TM-organisationen förespråkas även Maharishis tolkning av den ayurvediska medicinen, en form av alternativmedicin.

## Historia
TM-rörelsen fick stor uppmärksamhet på 1960-talet då medlemmarna i popgruppen Beatles blev intresserade av Maharishis lära, vilket bidrog till att rörelsen växte snabbt i västvärlden. Enligt egna uppgifter hade år 2019 totalt sex miljoner personer lärt sig TM-tekniken, varav 85 000 i Sverige, där rörelsen varit verksam sedan 1960.

## Påstådda hälsoeffekter
TM-organisationen menar att TM har unika effekter vilka, enligt dem, är vetenskapligt väldokumenterade. Det är dock, utifrån forskningsläget omöjligt att påstå att trancendental meditation har några hälsoeffekter, eftersom den forskning som genomförts hållit för låg kvalitet och trovärdighet då risken är hög för bias på grund av forskarnas koppling till TM och att man i studierna använt studieobjekt med positiv inställning till TM. De flesta oberoende systematiska översiktsarbeten som genomförts har inte hittat hälsofördelar för TM som har större effekt än andra avslappningsmetoder.
En studie som påvisar Transcendental Meditations blodtryckssänkande effekter publicerades 1995. Patienter med högt blodtryck fick lära sig Transcendental Meditation och jämfördes med en grupp slumpvis utvalda som utövat en avslappningsteknik samt en grupp som instruerats i rätt diet och motion för att sänka blodtrycket. Effekten av Transcendental Meditation var i samma storleksordning som för blodtryckspreparat. Den studien, och många andra liknande studier kring TM och blodtryck har senare kritiserats för sin låga kvalitet. Resultatet av en metastudie från 2007 indikerar att regelbundet utövande av TM kan ha en kliniskt meningsfull sänkande effekt på blodtrycket.

## David Lynch Foundation
Filmregissören David Lynch har skapat en stiftelse för att bland annat stödja utlärandet av TM i skolor för att minska stress och våld. Tusentals skolelever i Nord- och Sydamerika har lärt sig TM genom stiftelsen. En TV-kanal har lanserats för ändamålet. Den 4 april 2009 återförenades Paul McCartney och Ringo Starr för en konsert i New York till stöd för David Lynch Foundation.